# Tzitas (homem devotíssimo)
Tzitas (em grego: Τζιτ(τ)ας; romaniz.: Tzit(t)as) foi um oficial bizantino do fim do século VI, ativo durante o reinado do imperador Maurício (r. 582–602). Homem devotíssimo (vir devotissimus), serviu como soldado dos "números felizes persarmênios" (numeri felicum persoarminiorum). Era casado com Rusticiana e em 10 de março de 591 foi fiador para ela quando vendeu algumas propriedades. É possível que fosse de origem ostrogótica e seu nome parece ser uma helenização do não atestado gótico *þiþþa.